# William Batchelder Bradbury
William Batchelder Bradbury (6. října 1816, York, Maine – 7. ledna 1868 Montclair, New Jersey) byl americký hudební skladatel.

## Život
Vystudoval hudbu v Bostonu, kde ho vedle jiných učil Lowell Mason, autor písní „Má víra pohlíží“ či „Blíž k tobě, Bože můj“, která rovněž zazněla ve filmu Titanic při potápění lodi. Bradbury následně pokračoval ve studiích v Anglii a v Německu. Poté se vrátil zpět do Spojených států a jako učitel, varhaník a sbormistr působil v Brooklynu, Machiasu nebo Bostonu. V New Yorku zakládal mládežnické pěvecké kroužky a snažil se kultivovat chrámový zpěv při bohoslužbách. Spolu se svým bratrem Edwardem Bradburym spoluvlastnil v New Yorku továrnu vyrábějící klavíry. Roku 1837 se oženil a z manželství vzešlo celkem pět dětí.

## Dílo
Bradbury psal písňové texty pro nedělní školy. Skládal i pro hudební mládežnické festivaly, které mívaly až jeden tisíc dětských účastníků. Vedle toho byl autorem kompletních zpěvníků pro kostelní pěvecké sbory. Jeho skladby se rozšířily po celých spojených státech. Některé z nich, kupříkladu „Slyš, jaká to libá píseň“ či „Když zřím ten divuplný kříž“ se zpívají stále.